# Jurij Fied´kin
Jurij Nikołajewicz Fied´kin (ros.  Юрий Николаевич Федькин, ur. 6 października 1960 w Moskwie) – rosyjski strzelec sportowy. W barwach Wspólnoty Niepodległych Państw złoty medalista olimpijski z Barcelony.
Zawody w 1992 były jego jedynymi igrzyskami olimpijskimi. Zwyciężył na dystansie 10 metrów w karabinie pneumatycznym. W 1989, w barwach Związku Radzieckiego, indywidualnie był drugi na mistrzostwach świata w tej konkurencji. W 1990, 1991 i 1992 był drugi na mistrzostwach Europy, w 1989 zdobył brąz tej imprezy.